# Kolarstwo na Igrzyskach Śródziemnomorskich 2005
Kolarstwo na Igrzyskach Śródziemnomorskich 2005 odbywało się w dniach 29 czerwca – 2 lipca 2005 roku. Zawodnicy rywalizowali w dwóch konkurencjach – wyścigu ze startu wspólnego i jeździe indywidualnej na czas.

## Podsumowanie

### Klasyfikacja medalowa
| Klasyfikacja medalowa | Klasyfikacja medalowa | Klasyfikacja medalowa | Klasyfikacja medalowa | Klasyfikacja medalowa | Klasyfikacja medalowa |
| Miejsce               | Państwo               | Złoto                 | Srebro                | Brąz                  | Razem                 |
| --------------------- | --------------------- | --------------------- | --------------------- | --------------------- | --------------------- |
| 1                     | Francja               | 1                     | 1                     | 1                     | 3                     |
| 2                     | Hiszpania             | 1                     | 1                     | 0                     | 2                     |
| 3                     | Włochy                | 0                     | 0                     | 1                     | 1                     |
| Razem                 | Razem                 | 2                     | 2                     | 2                     | 6                     |

### Medaliści
| Konkurencja                         | 1. miejsce                 | 2. miejsce                  | 3. miejsce                  |
| ----------------------------------- | -------------------------- | --------------------------- | --------------------------- |
| Jazda indywidualna na czas mężczyzn | Hiszpania · Marcos Tendero | Hiszpania · Eladio Sánchez  | Francja · Florian Morizot   |
| Wyścig ze startu wspólnego mężczyzn | Francja · Mathieu Perget   | Francja · Stéphane Poulhies | Włochy · Mauro Santambrogio |